# Parque Nacional da Chapada das Mesas
O Parque Nacional da Chapada das Mesas é uma unidade de conservação que abrange 160 046 hectares de Cerrado nos municípios de Carolina, Riachão, Estreito, no centro-sul do Maranhão.

## Histórico
A criação do parque fez parte do esforço dos órgãos ambientais do Governo Federal para elevar a área protegida no Cerrado. Na época de sua criação, pouco mais de 2,5% do bioma estava resguardado em unidades de conservação federais e estaduais. Conforme a direção de ecossistemas do Ibama - Instituto Brasileiro do Meio Ambiente e dos Recursos Naturais Renováveis, a pressão para novos desmatamentos impulsionados por carvoarias e abertura de novas frentes para a agropecuária é muito forte, tratando-se de uma corrida contra o tempo para salvar grandes remanescentes.
A região que agora está abrigada dentro do Parque Nacional é extremamente rica em espécies de animais e de plantas, sem falar no alto potencial turístico em decorrência das belezas naturais da Chapada das Mesas. Os planos do Governo Federal incluíam a criação de novas áreas protegidas no Maranhão, formando um "mosaico" com parques e reservas estaduais e federais e terras indígenas. A criação do parque era debatida e avaliada desde 2004, mas ganhou força em 2005, com a realização de estudos de campo que comprovaram o valor ecológico, social, econômico e cultural da região.

## Etimologia
A origem do seu nome se dá em razão de seus platôs, que lembram o formato de mesas de pedra, por meio de seus paredões de rocha de arenito formados há milhões de anos.

## Geografia

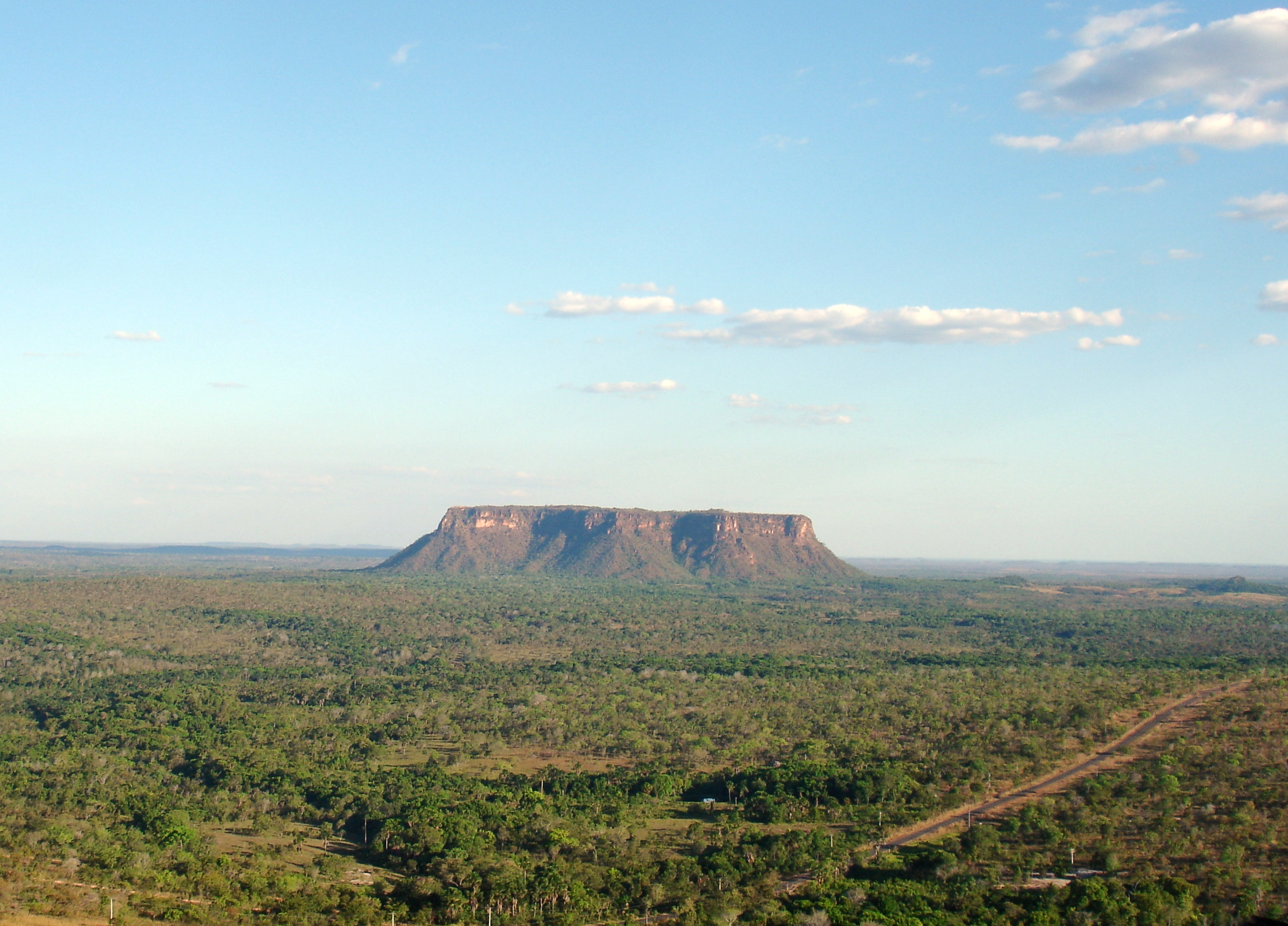
O Morro do Chapéu, considerado um dos símbolos da região.

Criado em 2005, o Parque Nacional da Chapada das Mesas é composto por florestas de buritizais, sertões, relevo de chapadas vermelhas, compondo um conjunto de curiosas formações rochosas, cânions, cavernas e cachoeiras.
As cachoeiras que mais se destacam são a de São Romão e a Cachoeira da Prata, São Romão possui o maior volume de água da região. Essas cachoeiras ainda são pouco exploradas, devido a dificuldade do deslocamento ate elas, que tem que ser feito com a ajuda de guias locais e por caminhonetes com trações 4x4. Outras atrações são o trekking até o Morro das Figuras (com inscrições rupestres) e trilhas ecológicas, como a do Morro do Chapéu.
A Pedra Caída é um complexo particular de 12.000 ha administrado pela empresa PIPES, seu interior possui uma variedade de cachoeiras. A principal delas batizada de Santuário, despenca de uma altura de 46 metros. O local possui teleférico e heliporto, oferece também a possibilidade para a prática de diversos esportes radicais como rapel e tirolesa.
O Morro do Chapéu é um dos ponto mais alto da Chapada das Mesas. O trekking até o Morro do Chapéu é uma subida de 365 metros em rocha arenítica, exigindo preparo físico e habilidade dos praticantes.

### Reserva Natural Cachoeira do Rio Cocal
Localizada em na cidade de Riachão, em uma propriedade privada cortada pelo Rio Cocais, onde se formam 3 cachoeiras: Santa Bárbara, a dos Namorados e a de Santa Paula. As principais atrações são os piscinas de águas naturais e cristalinas apelidados de poço azul e encanto azul, eles possuem tons esverdeados e azulados respectivamente. A cachoeira de Santa Bárbara tem uma queda de cerca de 75 metros de altura. Na reserva, também há trilhas que acompanham o leito do Rio Cocais, em meio ao Cerrado Maranhense. A cidade de Riachão é conhecida pelas cachoeiras, rios, trilhas e cânions.